# 나균
나균(癩菌, Hansen’s coccus spirilly)은 온대에서 열대 지역에 걸쳐 발견되는, 그람양성세균의 일종이다. 학명은 미코박테리움 레프라에(Mycobacterium leprae)이며 나병(한센병)의 병원균이다. 세포내 다형태성 항산성 세균이다. 나병균은 호기성 간균으로 미코박테리아 특유의 왁스 피막으로 둘러싸여 있다. 이 두꺼운 피막으로 때문에 나병균은 그냥 그람 염색으로는 염색되지 않고 카볼푹신을 사용해야 염색된다. 배양에는 수 주가 걸린다.
나균은 병원성 미생물 중 역사상 최초로 보고된 것들 중 하나에 속하지만, 아직까지 인공배지 증식 기술이 개발되지 않아 있고 알려진 독성물질이 없으며 이분법으로 번식하는 데 걸리는 시간도 2주나 걸리는 등 여러 모로 치료를 위한 연구가 곤란하다. 인공배지를 쓸 수 없기 때문에 아르마딜로를 실험동물 삼아 그 체내에서 번식시킨다. 나균은 게놈 해독이 완료된 세균으로서 그 유전자 개수는 2,720개이다. 그러나 그 중 2,200개는 별 쓸모가 없고 300 여 개는 모든 미코박테리아의 공통 유전자이기 때문에 나균 특유의 유전자는 60여 개에 불과하다. 이런 점도 자체 독성을 분리하는 데 방해가 되고 있다.